# اوزرکی (شهرستان میشکینسکی، باشقیرستان)
اوزرکی (انگلیسی: Ozerki, Mishkinsky District, Republic of Bashkortostan) یک شهرک در شهرستان میشکینسکی استان باشقیرستان کشور روسیه است.